# 국가인권정책기본계획
국가인권정책기본계획(National Action Plan: NAP)는 2007년부터 5년간 대한민국 정부가 개선할 각 분야의 주요 인권 개선안을 담은 계획이다.

## 주요 내용
장애인 비정규직 등 사회적 약자 보호와 정보인권, 집회 및 시위의 자유 등 시민 정치적 권리 보호, 사회보장권, 노동권 등 경제 사회 문화적 권리 증진 등의 내용을 담고 있다.